# Cvrčivec révový
Cvrčivec révový (Oecanthus pellucens) je druh hmyzu z řádu rovnokřídlí, čeledi cvrčkovití. Na rozdíl od pravých cvrčků nežije v zemi, ale na bylinách, keřích a stromech. Pochází ze Středomoří, odkud se vlivem oteplování rozšířil i do mírného pásma. Samečci pomocí stridulace vydávají typický hlasitý cvrčivý zvuk.

## Popis
Cvrčivec révový má štíhlé zploštělé tělo, hlavu s dlouhými tykadly má oproti jiným druhům cvrčků vysunutou dopředu. Zadečkové přívěsky (štěty) jsou rovné, u samiček jsou rovnoběžné s kladélkem. Zbarvení celého těla je okrově žluté.
Samečci mají délku těla 12–13 mm, jejich krytky (přední pár křídel) jsou dlouhé 9–10 mm, jsou na konci rozšířené a značně přesahují šířku těla.

Samičky jsou dlouhé 11–14 mm a jejich krytky jsou úzké a  ostře zakončené. Kladélko má délku 6 až 7,5 mm, je rovné nebo jen mírně nahoru zahnuté a jeho špička je tmavě zbarvená. Krytky u obou pohlaví jsou sklovitě průhledné.

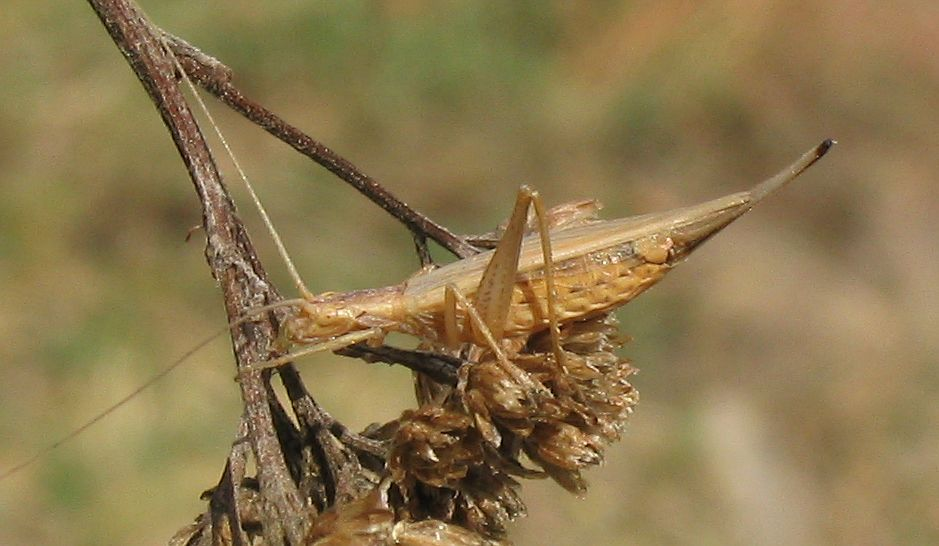
Cvrčivec révový - samička
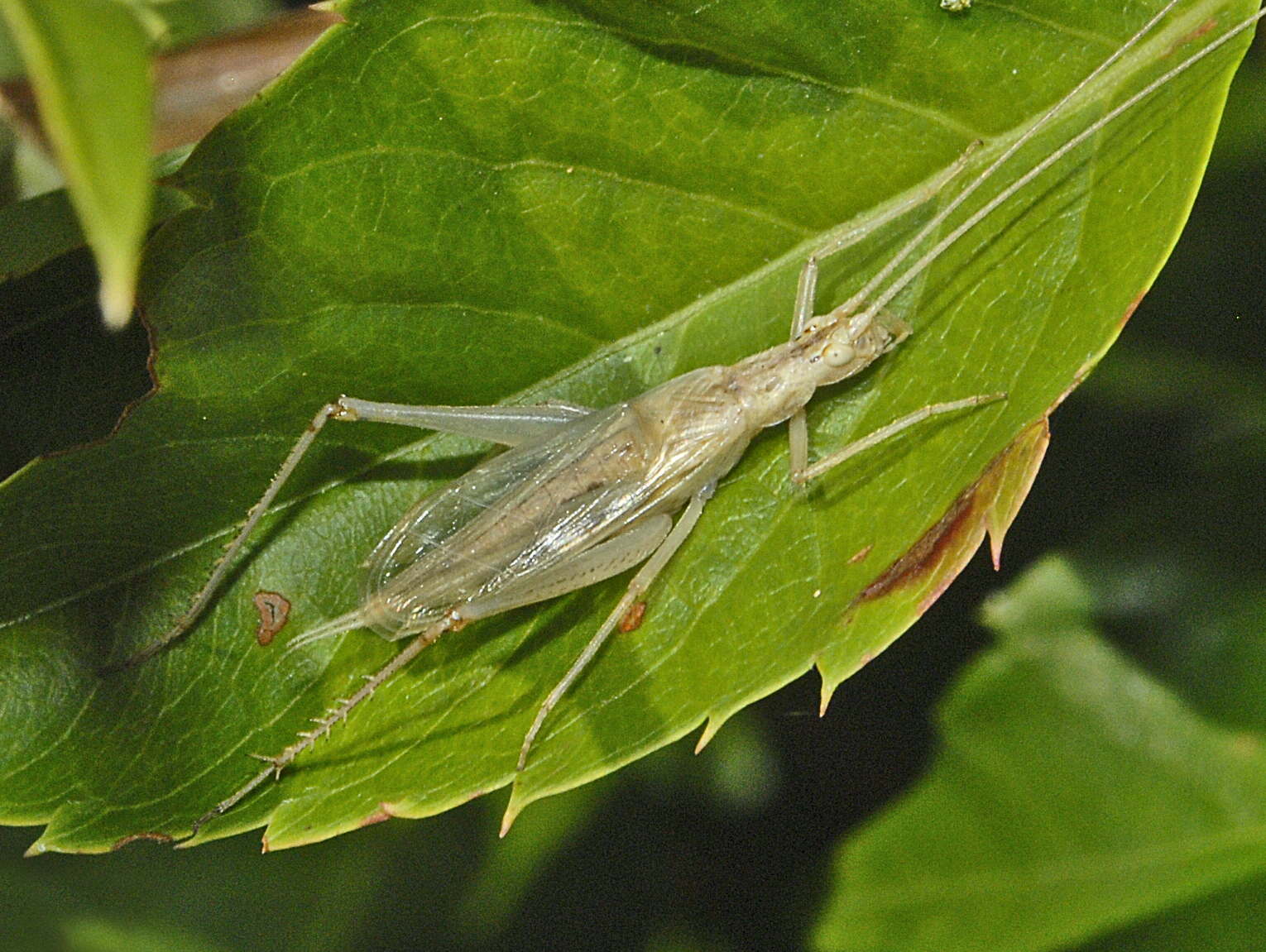
Cvrčivec révový - sameček

## Výskyt
Cvrčivec révový je rozšířen v celém Středomoří a severně pak od zemí Beneluxu přes střední Evropu až po Černé moře.
V České republice se nejprve vyskytoval, jak naznačuje jeho druhové jméno, v teplých vinařských oblastech, ale později se rozšířil i do dalších oblastí. Vyskytuje se i ve všech okolních státech.

## Stanoviště
Typickými stanovišti pro cvrčivce révového jsou otevřená stanoviště s vysokou travinobylinnou vegetací, lesostepní stráně, vinice, suché nekosené louky, ruderální vegetace okolo polních cest, ale i městské parky.

## Způsob života
Cvrčivci žijí skrytě v suché vegetaci, kde jsou díky svému zbarvení dobře maskováni. Obě pohlaví dobře létají a jsou aktivní za soumraku a v noci.  V mírném pásmu dospívá v roce jen jedna generace. Dospělci se začínají objevovat již v průběhu července, ale největší početnosti dosahují ve druhé polovině srpna. Poslední jedinci přežívají do začátku října.

### Rozmnožování
Námluvy začínají přilákáním samičky samečkem z dálky pomocí proklamační stridulace. Poté, co se samička dostane blízko k samečkovi, začne se sameček k samičce natáčet zády, natřásat se a pomocí namlouvací stridulace stimuluje samičku k páření. Ta začne vylézat na samečkův zadeček pod jeho zvednuté krytky (zadní křídla zůstávají složená na zadečku), až se dostane ke žláze umístěné na hřbetní straně samečkovy zadohrudi. Po jejím dosažení se začne krmit výměškem této žlázy. Během krmení jí sameček připevní na konec zadečku váčkovitý spermatofor. Spermatofor se skládá ze dvou částí, v menší části jsou spermie, větší část je plná proteinů. Akt samotné kopulace trvá velmi krátce, po dobu maximálně několika vteřin. Samička se po předání spermatoforu po dobu několika desítek minut na samečkově hřbetní žláze dále krmí. Po uplynutí této doby, během které přecházejí spermie do samičiny spermatéky (zvláštní komůrky v zadečku pro uchovávání spermií), sleze samička ze samečkova zadečku a zkonzumuje část spermatoforu s proteiny. Ty využije při tvorbě vajíček.
Vajíčka jsou žlutá, protáhle válcovitá, přibližně 2,5 mm dlouhá a samička je klade do dužnatých stonků různých rostlin. Samička nejprve vykouše do stonku kruhový otvůrek, kterým vloží vajíčko do stonku. Poté otvůrek uzavře pěnovým sekretem. Na jednom stonku bývá 4─12 otvůrků seřazených v řadě. Samička tímto způsobem naklade 100 až 200 vajíček. Z vajíček se vylíhnou nymfy, které se živí drobným hmyzem a během svého vývoje procházejí 5 instary.

### Potrava
Potravu cvrčivců tvoří především pyl a květní lístky, v menší míře i malý hmyz.

### Stridulace
Samečci stridulují za teplých večerů a nocí, při zatažené obloze se mohou ozývat i ve dne. Sedí na bylinách, keřích nebo stromech a třením hran krytek, které mají široce rozevřené nad hlavou, vyluzují  velmi charakteristické monotónní cvrčení. Jeho frekvence je závislá na teplotě a pohybuje se v rozsahu 2–16 kHz, s maximem přibližně mezi 2 a 3 kHz.

## Ohrožení
Cvrčivec révový není evidován v Červeném seznamu rovnokřídlého hmyzu ČR.